# Provincia della Lapponia
La provincia della Lapponia (Lapin maakunta in finlandese, Lapplands landskap in svedese) è una provincia della Finlandia situata nel nord della nazione.

## Amministrazione
Come la gran parte delle altre province finlandesi, la Lapponia è governata da due diversi enti:
- la Federazione della Lapponia (Lapin liitto) è la confederazione dei comuni, con un Consiglio provinciale di 57 membri nominato dai consiglieri comunali, e una relativa Giunta provinciale. Il suo compito è gestire le competenze comunali su un ambito spaziale più ampio e condiviso.
- l’Area di benessere della Lapponia (Lapin hyvinvointialue) è l’ente sanitario provinciale, creato nel 2022 e con un Consiglio di 59 membri eletti direttamente dai cittadini, che tramite la relativa Giunta gestisce gli ospedali e i servizi assistenziali.[1]

Il primo ente è quello che nomina il direttore provinciale, Esko Lotvonen fino al 2012, poi Mika Ripi fino al 2024 e poi Hannu Takkula.
La provincia, che corrispondeva all’unica vecchia contea, è di conseguenza ricompresa in un’unica Agenzia regionale col ruolo di prefettura statale.

## Geografia fisica
La provincia della Lapponia è la più grande della Finlandia, costituendo il 30% della superficie totale della nazione, più grande del Belgio, Paesi Bassi e Lussemburgo (Benelux) insieme. La provincia ha comunque una bassa densità di popolazione, comprendendo circa 190 000 abitanti (2 persone/chilometro quadrato).

### Distretti
La Lapponia è composta da 6 distretti, che sono i seguenti:
1. Lapponia orientale
2. Kemi-Tornio
3. Lapponia settentrionale
4. Rovaniemi
5. Tornionlaakso
6. Lapponia Selvatica

### Comuni

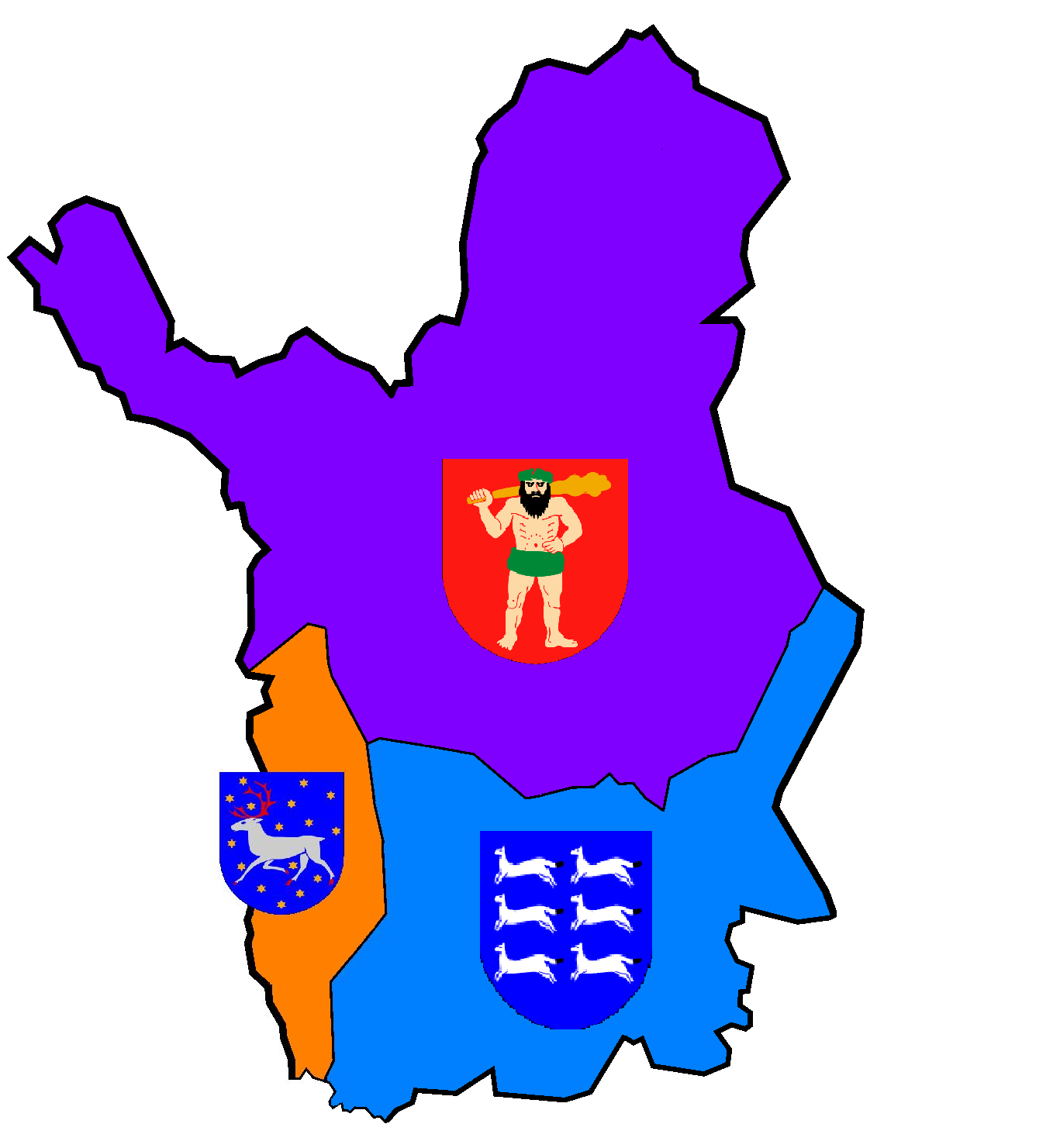
L’odierna Lapponia è un’espansione su altre due province storiche, l’Österbotten e il Västerbotten

In Lapponia ci sono 21 comuni, di cui quattro città. Nella seguente lista le città sono evidenziate in grassetto:
- Enontekiö
- Inari
- Kemi
- Kemijärvi
- Keminmaa
- Kittilä
- Kolari
- Muonio
- Pelkosenniemi
- Pello
- Posio
- Ranua
- Rovaniemi
- Salla
- Savukoski
- Simo
- Sodankylä
- Tervola
- Tornio
- Utsjoki
- Ylitornio

## Ambiente flora e fauna
La Lapponia è caratterizzata dalla presenza della taiga (la foresta boreale di conifere) e della tundra artica.
Il paesaggio è caratterizzato dalla presenza di numerose colline alberate denominate tunturi.
Gli animali tipici sono le renne, gli orsi, i lupi ed i ghiottoni.